# 大川浩 (財務官僚)
大川 浩（おおかわ ひろし、1959年2月5日 - ）は、日本の財務官僚、弁護士。財務省大臣官房審議官や、関東信越国税局長、横浜税関長、東京税関長等を歴任した。

## 人物・経歴
1977年 栃木県立足利高等学校から東京大学文科一類に入学。1981年 東京大学法学部卒業、大蔵省入省。主計局総務課配属。1982年 主計局主計企画官付（調整担当）。1984年7月 大臣官房調査企画課調査主任。1985年7月 理財局国有財産総括課調査係長。1986年7月10日 仙台国税局花巻税務署長。1987年7月 理財局国債課長補佐（流通）。1993年7月 主計局主計官補佐（建設第一、二係主査）。1995年 主計局主計官補佐（公共事業総括、第一、二係主査）。2000年 大臣官房企画官兼理財局国債課国債企画官。2002年 財務省大臣官房参事官兼内閣官房内閣参事官（内閣官房副長官補付）。2003年 主計局給与共済課長。2004年 理財局国債企画課長。2006年 理財局財政投融資総括課長。2007年7月10日 理財局総務課長兼理財局国債企画課長兼理財局財政投融資総括課長。同年7月13日 理財局総務課長。2008年 東北財務局長。2009年 内閣官房内閣審議官（内閣官房副長官補付）兼内閣官房行政改革推進室審議官兼大臣官房審議官（理財局担当）。2011年7月 関東信越国税局長。2012年8月23日 横浜税関長。2013年7月2日 内閣府本府規制改革推進室次長兼内閣官房内閣審議官。2014年 関東財務局金融安定監理官。2015年7月7日 東京税関長。2016年6月に退官、日本空港ビルデング顧問。2019年、第二東京弁護士会弁護士に登録。